# Циган Микола Олександрович
Микола Олександрович Циган (нар. 9 серпня 1984, Миколаїв, СРСР) — український та російський футболіст, воротар.

## Життєпис
Вихованець СДЮШОР миколаївського «Торпедо».
Починав професійну кар'єру в рідному місті в клубі «Миколаїв». Але не встиг провести жодного матчу за клуб і поїхав в Росію, до Владикавказа. І протягом семи років (з 2002 по 2009) виступав за місцеву «Аланію». Довгий час був основним воротарем команди та її лідером. Багатьма уболівальниками визнавався як один з найкращих гравців клубу.
У 2010 році покинув «Аланію» і перейшов у самарські «Крила Рад». Місце в основі Микола завоювати не зміг, в стартовому складі команди найчастіше виходив інший голкіпер - Едуардо Лобос, тоді як Циган відіграв за сезон лише три матчі.
24 березня 2011 року стали гравцем «Сибіру». Влітку 2012 року перейшов в ярославський «Шинник», який виступав у Першості Футбольної Національної Ліги. У команді взяв футболку з 1-им номером. 2 червня 2013 року перейшов у «Спартак-Нальчик», підписавши контракт на 2 роки. У літнє міжсезоння 2014 року повернувся до новосибірської «Сибірі». 2 березня 2016 року, продовжив контракт з Сибіром на 4 роки.